# گایوله این کیانتی
گایوله این کیانتی (به ایتالیایی: Gaiole in Chianti) یک کومونه در ایتالیا است که در استان سیه‌نا واقع شده‌است.

## خصوصیات
گایوله این کیانتی ۱۲۹٫۰ کیلومترمربع مساحت و ۲٬۳۳۳ نفر جمعیت دارد و ۳۶۰ متر بالاتر از سطح دریا واقع شده‌است.

## نگارخانه

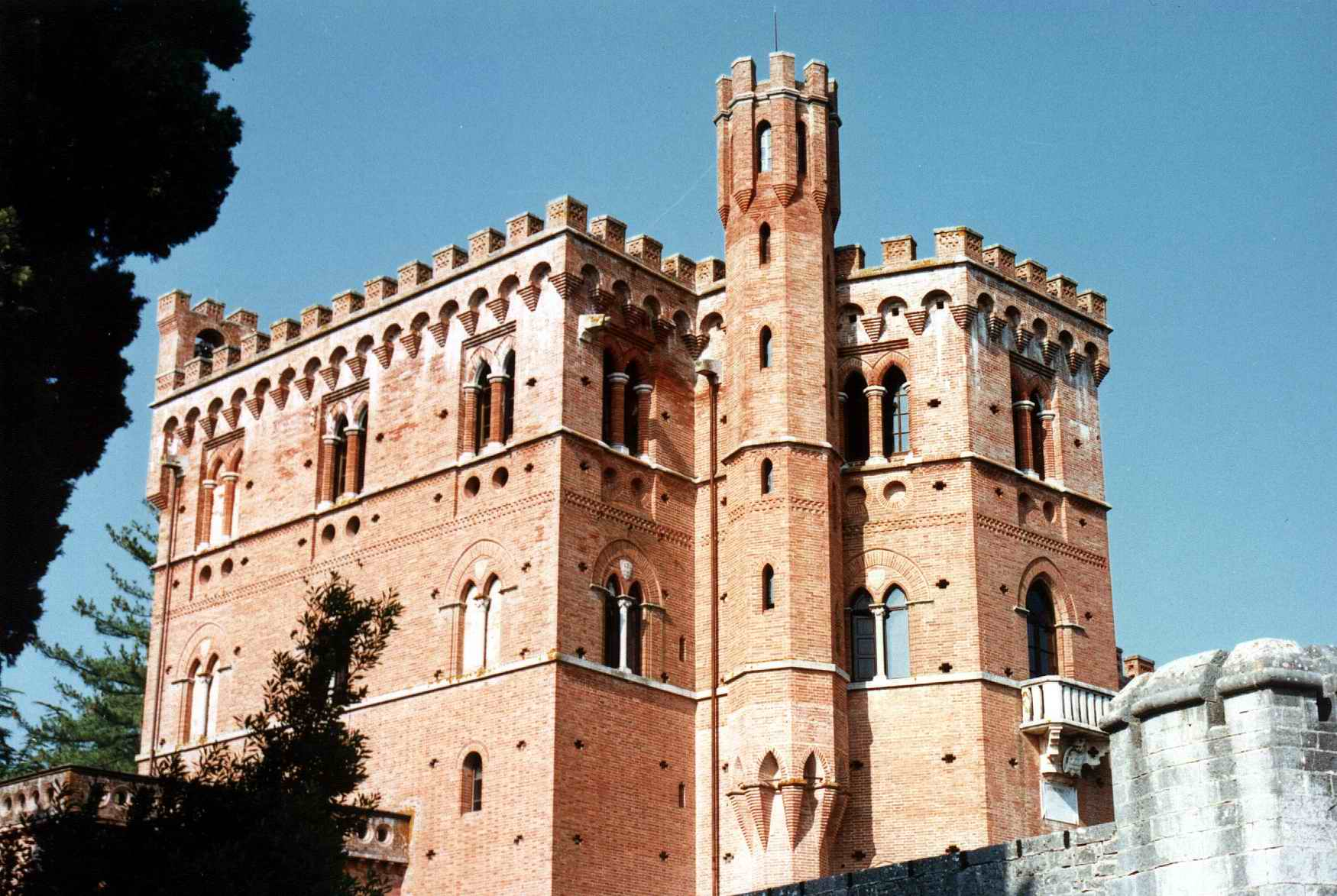
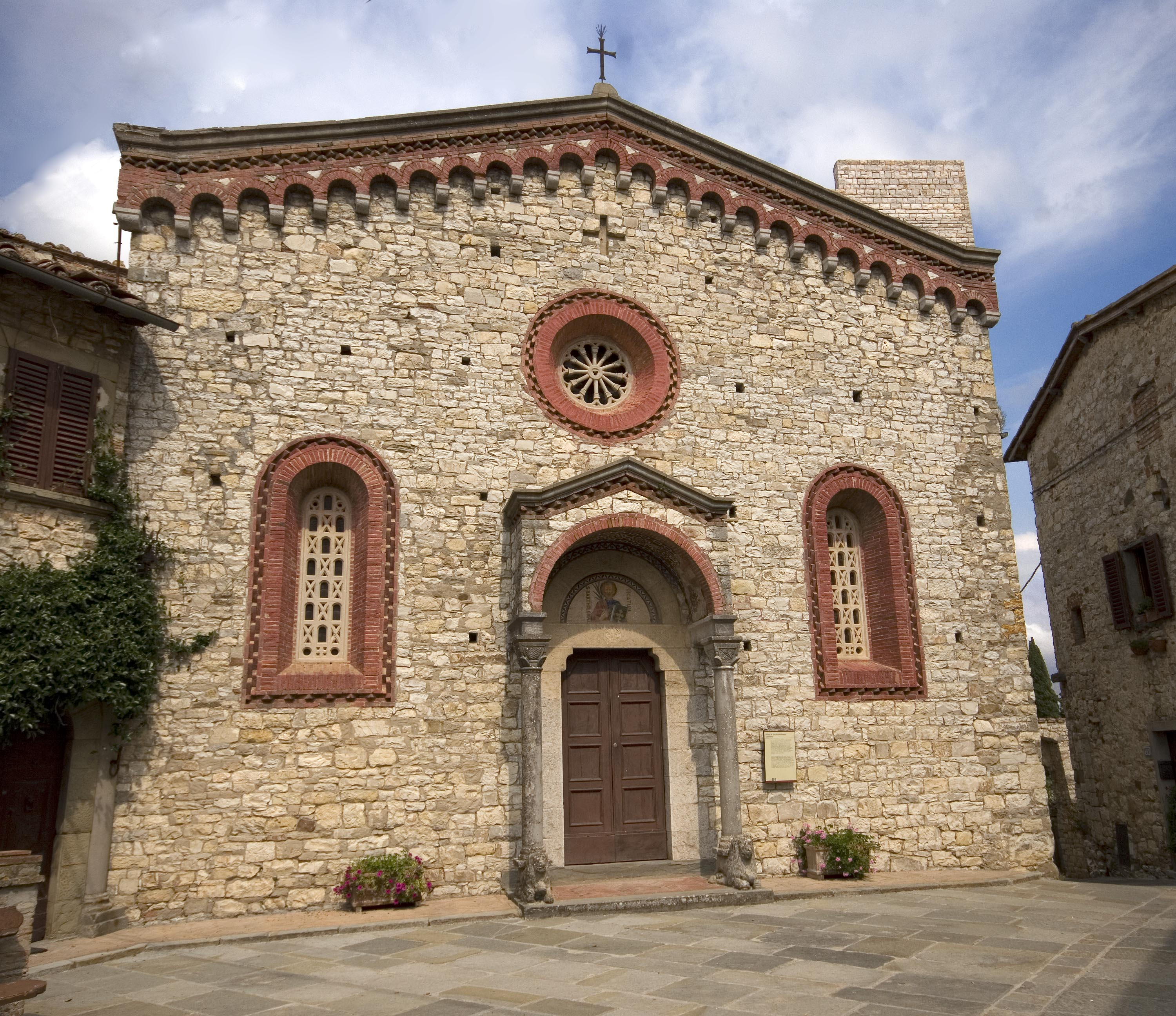
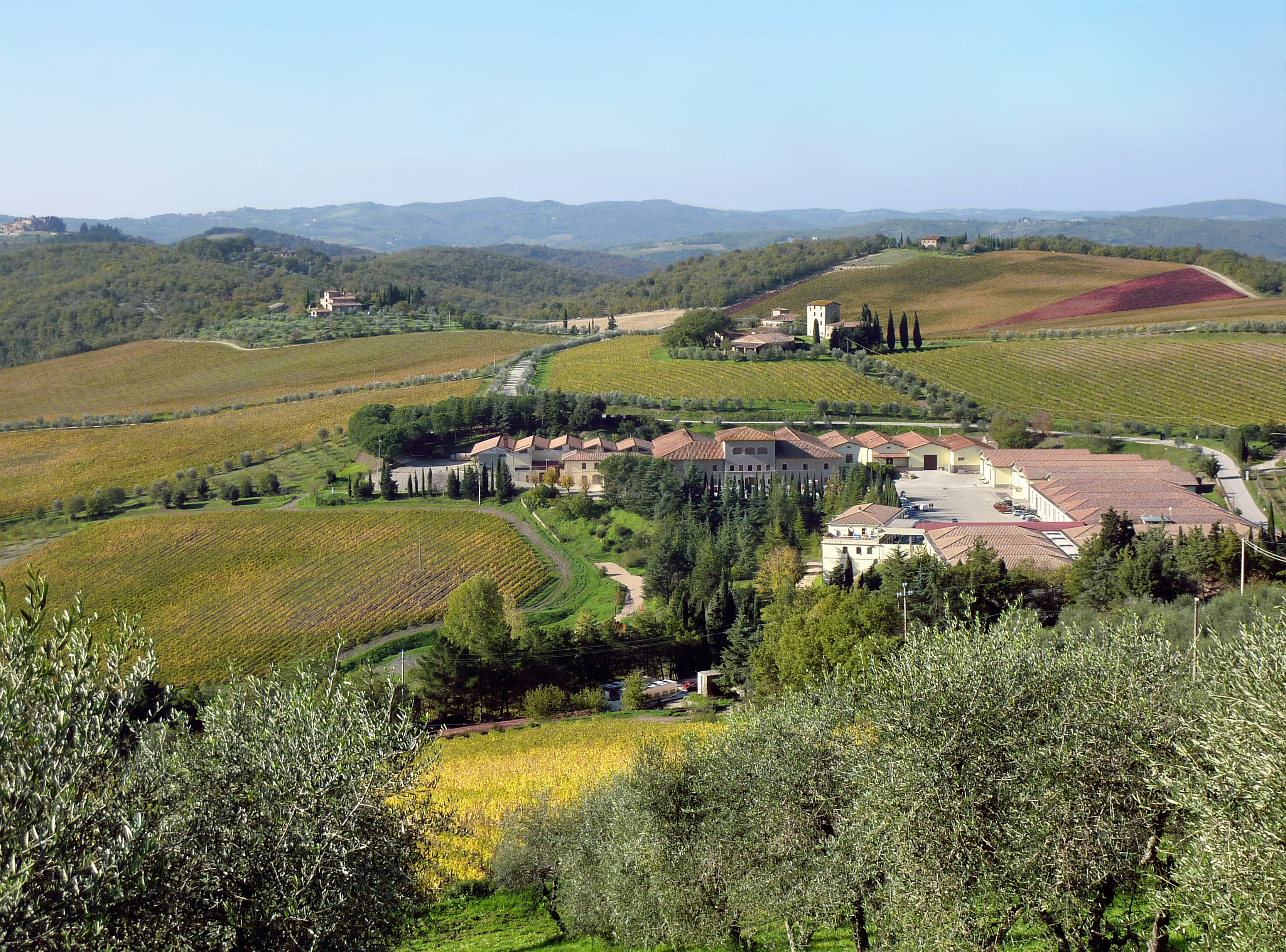